# Premios Beato de Liébana

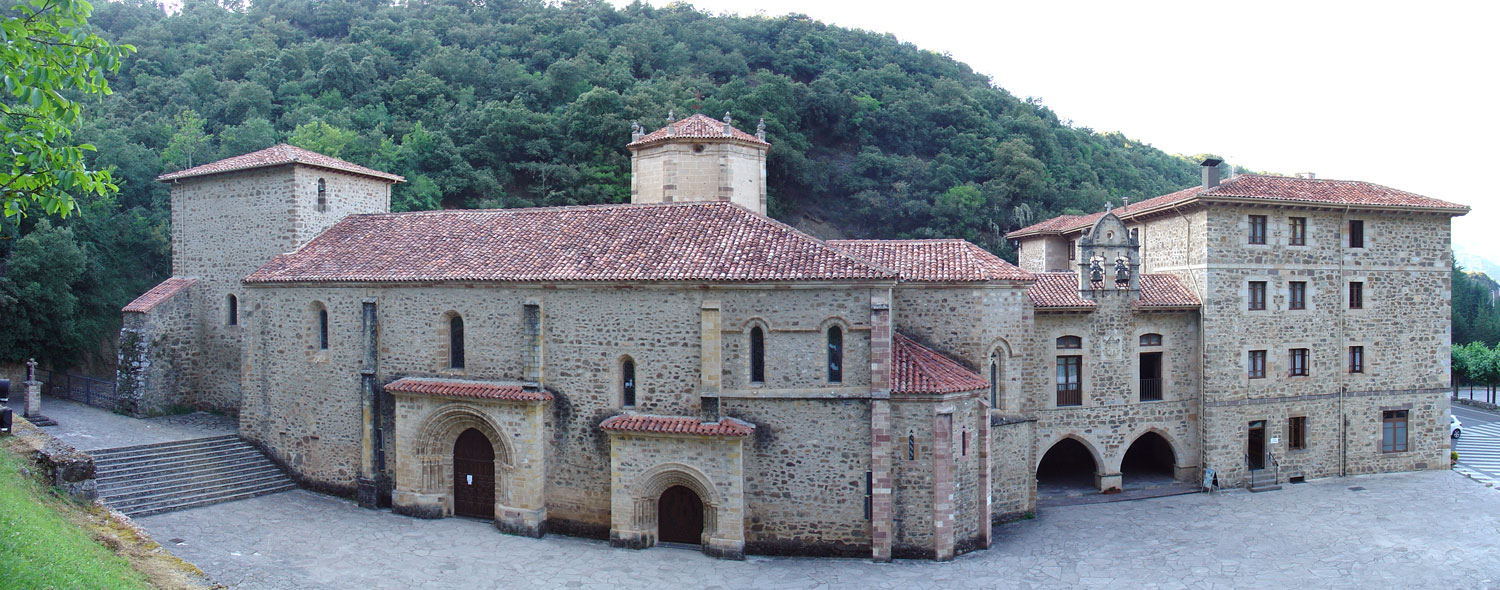
Monasterio de Santo Toribio de Liébana, en Camaleño (Cantabria)

Los Premios Beato de Liébana, también conocidos simplemente como Premios Beato, son unos galardones creados en el año 2017 a través del Decreto 35/2017, de 1 de junio, y entregados anualmente por el Gobierno de Cantabria desde 2018 con el fin de reconocer a aquellas personas e instituciones, tanto del ámbito autonómico como del nacional o internacional, que destaquen en «el entendimiento, la convivencia, la integración y cooperación internacional así como al desarrollo de la cultura, el pensamiento, la investigación o la conservación del patrimonio desde una perspectiva de defensa y promoción de los valores cívicos y humanitarios en la defensa de valores cívicos y humanitarios».
Los premios reciben del nombre de Beato de Liébana en honor del santo mozárabe del mismo nombre que vivió en el siglo VIII en la comarca de Liébana, autor de Commentarium in Apocalypsin. Está considerado como una figura de gran relevancia en el pensamiento de su época.
En la edición de 2020, con motivo de la pandemia de COVID-19, únicamente se entregó el galardón al Entendimiento y la Convivencia, que recayó de forma especial en el personal de los centros sanitarios y de los centros residenciales para personas mayores y para personas con discapacidad de la comunidad autónoma de Cantabria. La escultura otorgada en este caso de forma especial fue instalada permanentemente en el exterior de la sede del Centro de Estudios Lebaniegos, en Potes.
Tienen un carácter honorífico y carecen de dotación económica. Su ceremonia de entrega tuvo lugar inicialmente en la sede del Centro de Estudios Lebaniegos situada en Potes, capital oficiosa de la comarca de Liébana. No obstante, la entregas de los galardones se ha realizado desde 2020 en la explanada frente al monasterio de Santo Toribio de Liébana, en Camaleño, originalmente debido a las circunstancias derivadas de la pandemia de COVID-19.

## Categorías

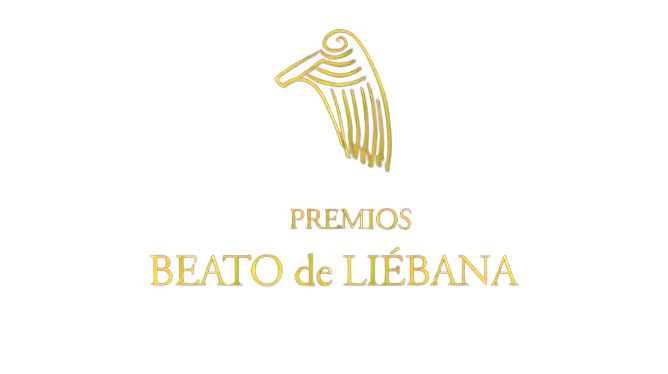
Logotipo de los Premios Beato de Liébana

Desde su creación, los Premios Beato de Liébana cuentan con dos categorías:
- Cohesión Internacional:

Premio que supone el «reconocimiento de la tarea o trayectoria de personas físicas o jurídicas e instituciones que destaquen por su contribución al desarrollo de la cultura, el pensamiento, la investigación o la conservación del patrimonio desde una perspectiva de defensa y promoción de los valores cívicos y humanitarios».
- Entendimiento y Convivencia:

Con este galardón se reconoce a «aquellas personas físicas o jurídicas e instituciones que se hayan distinguido en el desempeño de su actividad o por su trayectoria de contribución al entendimiento e integración en el ámbito internacional».

## Lista de galardonados

### Entendimiento y Convivencia

#### Premiados por nacionalidad

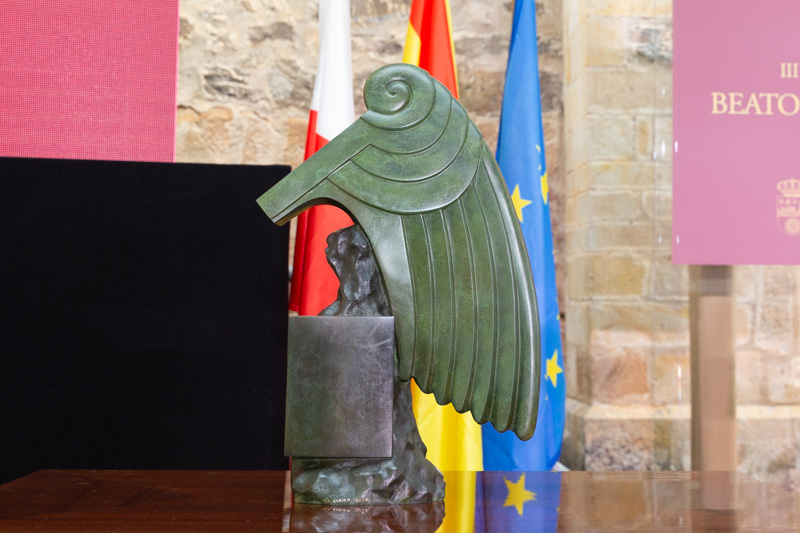
El galardón, obra de Mercedes Rodríguez Elvira, consiste en una estatuilla de bronce que representa las alas de un ángel

| Nacionalidad   | Premiados/as |
| -------------- | ------------ |
| España         | 10           |
| Cuba           | 1            |
| Estados Unidos | 1            |

## Fechas de entrega
| Edición | Año  | Fecha                    |
| ------- | ---- | ------------------------ |
| I       | 2018 | 21 de abril de 2018      |
| II      | 2019 | 4 de mayo de 2019        |
| III     | 2020 | 25 de septiembre de 2020 |
| IV      | 2021 | 17 de julio de 2021      |
| V       | 2022 | 21 de marzo de 2023      |
| VI      | 2023 | 6 de abril de 2024       |